# Clathria raspedia
Clathria raspedia är en svampdjursart som beskrevs av Hooper 1996. Clathria raspedia ingår i släktet Clathria och familjen Microcionidae. Inga underarter finns listade i Catalogue of Life.